# Matrona kricheldorffi
Matrona kricheldorffi är en trollsländeart som beskrevs av Karsch 1891. Matrona kricheldorffi ingår i släktet Matrona och familjen jungfrusländor. Inga underarter finns listade i Catalogue of Life.